# Kasai (Hyōgo)
Kasai (japonés 加西市 shi) es una ciudad en la prefectura de Hyōgo en Japón.

## Historia
La ciudad de Kasai fue creada el 1 de abril de 1967 como resultado de la agrupación de las antiguas Kasai, Hojo e Izumi.

## Comunicaciones
- Carreteras
  - Autopista Chugoku
  - Autopista Sanyo
  - Carretera nacional 372
- Tren
  - Ferrocarril Hojo

## Ciudades limítrofes
- Ono (Hyōgo)
- Nishiwaki
- Katō (Hyōgo)
- Kakogawa
- Himeji

## Lugares de interés

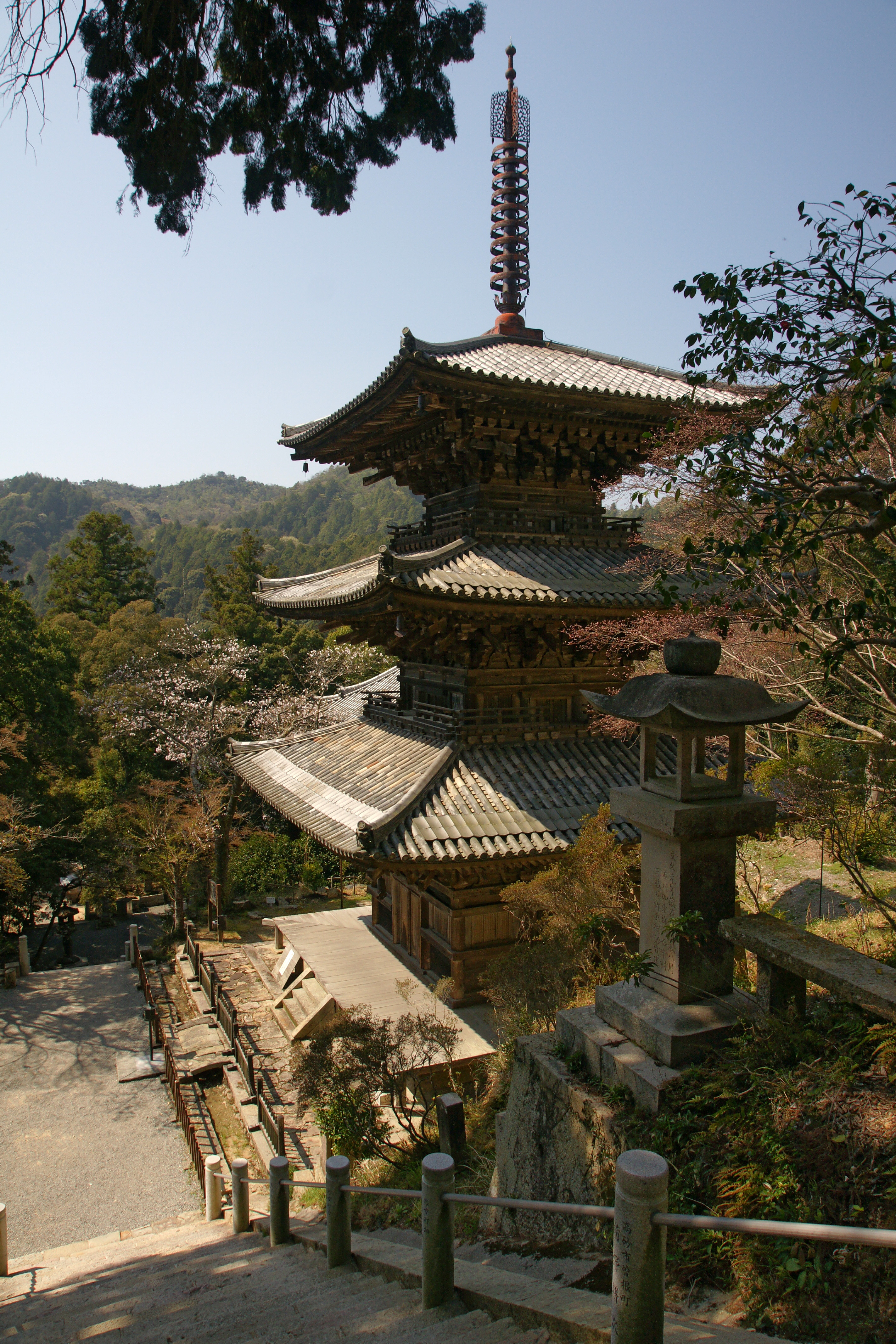
La pagoda del templo Ichijō-ji

- Centro Floral de la Prefectura de Hyōgo
- Kasai es famoso por las estatuas de Gohyaku-Rakan (los 500 discípulos de Buddha).
- El reloj esférico de Maruyama,
- El túmulo de enterramiento de la Princesa Nehime
- Santuario cerca de la escuela superior de Zenbo.
- Santuario Hokkesan Ichijō-ji.

Kasai tiene dos festivales: el festival Saisai a principios de agosto y el festival Sekku a principios de abril.